# Роже Жув
Роже Жув (фр. Roger Jouve, нар. 11 березня 1949, Марсель) — французький футболіст, що грав на позиції півзахисника, зокрема за «Ніццу» та національну збірну Франції.

## Клубна кар'єра
У дорослому футболі дебютував 1965 року виступами за «Ніццу», в якій провів тринадцять сезонів, взявши участь у понад 300 матчах чемпіонату.  Більшість часу, проведеного у складі «Ніцци», був основним гравцем команди і виборов з нею титул володаря Суперкубка Франції.
Завершував ігрову кар'єру в «Страсбурі», за який виступав протягом 1978—1980 років. За результатами сезону 1978/79 додав до переліку своїх трофеїв титул чемпіона Франції.

## Виступи за збірну
1973 року дебютував в офіційних матчах у складі національної збірної Франції.
Загалом протягом кар'єри в національній команді, яка тривала 7 років, провів у її формі 7 матчів, забивши 1 гол.

## Титули і досягнення
- Чемпіон Франції (1):

«Страсбур»: 1978-1979
- Володар Суперкубка Франції (1):

«Ніцца»: 1970